# Chongqing Poly Tower
Der Chongqing Poly Tower (chinesisch 重庆保利大厦, Pinyin Chóngqìng Bǎolì Dàshà, auch 重庆宾馆保利国际广场,  Chóngqìng Bīnguǎn Bǎolì Guójì Guǎngchǎng, englisch Chongqing Guest House Poly International Plaza (CPIP)) ist ein Hochhaus in Chongqing, Volksrepublik China. Das von 2007 bis 2012 errichtete Gebäude belegt mit einer Höhe von 287 m in der Liste der höchsten Gebäude in Chongqing den 6. Platz.
In den 58 Stockwerken sind Büros und ein Hotel mit 469 Zimmern untergebracht.